# Lupara bianca

Lupara bianca ( prononcé : [luˈpaːra ˈbjaŋka] ; " lupara blanc") est un terme journalistique italien pour désigner un meurtre mafieux fait de telle manière que le corps de la victime ne soit jamais retrouvé,.
Les moyens typiques de réaliser une lupara bianca sont par exemple d'enterrer une victime en pleine campagne ou dans des endroits éloignés où il serait difficile de la trouver, ou d'enterrer la victime dans le béton trouvé sur les chantiers de construction, ou encore de dissoudre le corps dans de l'acide et d'en jeter les restes dans la mer: cette dernière méthode a été largement utilisée par la faction Corleonesi pendant la Seconde Guerre de la Mafia. D'autres méthodes comprenaient la dissolution d'un corps dans une lessive humide, alimenter des porcs avec le cadavre, ou le lancement de la victime (morte ou vivante) dans le métal en fusion d'une aciérie. La lupara bianca empêche la famille de la victime d'organiser des funérailles convenables en l'absence de corps et détruit également les preuves qui pourraient indiquer l'identité des tueurs. Le terme vient du lupara, une arme typiquement associée à la mafia sicilienne.

## Cas authentiques
On spécule qu'à Hamilton, en Ontario, le bootlegger Rocco Perri a été assassiné, les pieds coulés dans du ciment et jeté dans le port de Hamilton lorsqu'il disparut le 23 avril 1944.
Le journaliste d'investigation italien Mauro De Mauro a été enlevé dans la soirée du 16 septembre 1970, alors qu'il rentrait chez lui du travail, dans la via delle Magnolie à Palerme. Des milliers de policiers et de carabiniers avec des hélicoptères et des chiens ont passé au peigne fin la Sicile à la recherche du journaliste. Le corps de De Mauro n'a jamais été retrouvé.
Le 11 septembre 1982, les deux fils du membre de la mafia sicilienne Tommaso Buscetta, Benedetto et Antonio, de sa première épouse, ont disparu, pour ne jamais être retrouvés, ce qui a ensuite motivé sa collaboration avec les autorités italiennes.
Le corps de Giuseppe Di Matteo, fils de Santino Di Matteo, un mafioso sicilien, a été dissous dans l'acide en 1996, après 779 jours de captivité.